# Saurita fumosa
Saurita fumosa är en fjärilsart som beskrevs av William Schaus 1912. Saurita fumosa ingår i släktet Saurita och familjen björnspinnare. Inga underarter finns listade.